# 内田瀞
内田 瀞（うちだ きよし、1858年〈安政5年〉8月13日 - 1933年〈昭和8年〉9月3日）は高知県土佐藩士の家に生まれ、ウィリアム・スミス・クラークが教鞭をとる札幌農学校第一期生として学んだ人物。卒業後は開拓使に勤務したのち、北海道各地の殖民地選定事業に携わった。
1897年（明治30年）に松平直亮の松平農場の管理にあたり、開道五十周年記念会で拓殖功労者として表彰された。遺骨は旭川市（当時の東鷹栖町）の墓地にある。

## 経歴
1858年（安政5年）8月13日、土佐藩士の家に生まれる。1876年（明治9年）7月、札幌農学校第一期生として入学。1880年（明治13年）7月、札幌農学校卒業、農学士の称号をうける。その後すぐ、開拓使に奉職した。
1881年（明治14年）9月、道路線原測のため北海道内探検。日高、十勝、北見、釧路、根室などの未開地の探検を進める。1886年（明治19年）8月、北海道庁にて殖民地選定に従事。1890年（明治23年）に殖民地選定完了。1891年（明治24年）、北海道殖民地選定報文を出す。
1893年（明治26年）、突然に休職を命じられる。「真面目に仕事に打ち込んでいても、一片の辞令ですべてが終わるようでは、大事業を成し遂げられない」と憤慨した内田は、本来の専攻である農学に立ち返り、習熟したアメリカ式機械農業の経営を決意。翌1894年（明治27年）雨竜郡深川村（現・妹背牛町）に内田農場を開設した。
そのうちに北海道庁から強く復職を命じられたため、1895年（明治28年）10月、再び殖民地区画割に従事。1896年（明治29年）道庁内務部殖民課に勤務。1897年（明治30年）11月殖民地区画割完了し非職する。明治31年（1898年）伯爵松平直亮の貸下げを受けた松平農場の管理にあたる。以後、草創の鷹栖村の頭脳的役割を果たす。松平農場は湿地・泥炭地が多かったため、初めから排水溝の開削に力を注いだが、これが水田事業計画に生かされることになった。
1901年（明治34年）近文水利調査会長に就任。1905年（明治38年）近文土功組合初代組合が設立され組合長に就任。今日の美しい水田の基盤を築いた。1909年（明治42年）に退職するまで、松平農場にとどまらず、この地域の造田事業・米作の発展に大きな業績を残した。1908年（明治41年）松平直亮は内田の多年にわたる管理の努力と功績を表彰し、水田70町歩と記念銀杯を贈る。これが鷹栖村（後東鷹栖村）の内田農場で、場所は近文原野1～3線、16～17号で、旧松平農場の北東部に位置する。1918年（大正7年）開道五十年記念北海道博覧会において、松平農場は模範農場として表彰され、名誉金牌を受け、内田も道庁長官から拓殖功労者として表彰された。
1929年（昭和4年）妹背牛村の内田農場の小作人たちは、農場内に「内田瀞翁頌徳碑」を建立し、以後毎年お祭りが行われた。1933年（昭和8年）内田は静岡県伊東市で75年に近い生涯を終えた。葬儀は札幌独立基督協会で執行され、遺骨は遺言により東鷹栖村の墓地に納められた。

## 人物
内田瀞と同じく札幌農学校一期生であった佐藤昌介（北海道帝国大学初代総長）は、札幌農学校時代の内田を評して、「資性淡泊、寡言躬行、品性高潔、信仰の人にして学友に敬愛せらる」と記している。内田瀞の札幌農学校時代とその後の全生涯は、彼の精神上の支柱であるクラークから受けたキリスト教信仰抜きに語ることはできない。内田瀞の実孫で、後に養子になった内田健二は、祖父との生活を振り返り、「機会あるごとにクラーク博士を中心に、宗教・信仰・開拓などについての話をきかされた」と述べている。

## 逸話
内田瀞が夕張川沿の調査を行っていたころ、繋いだ川舟から川岸の草木につかまって陸に上がろうとしたことがあった。このとき、市来知の集治監で看守を務めていた渡辺大助が囚人の逃亡に備えて近くにおり、内田をヒグマと間違えて、危うく射殺するところだったという。